# کریستین استال
کریستین استال (انگلیسی: Christian Stahl؛ زادهٔ ۲۴ مهٔ ۱۹۸۳) دوچرخه‌سوار اهل ایالات متحده آمریکا است. وی در بازی‌های المپیک تابستانی ۲۰۰۴ شرکت کرده است.